# Renault Type JV
Der Renault Type JV, auch 40 CV genannt, war ein Personenkraftwagenmodell der Zwischenkriegszeit von Renault.

## Beschreibung
Die nationale Zulassungsbehörde erteilte am 11. April 1922 seine Zulassung. Als Variante des Renault Type IR hatte das Modell weder Vorgänger noch Nachfolger. Modellpflege führte zum Type JV 1, der am 22. November 1922 seine Zulassung erhielt. 1923 endete die Produktion.
Der wassergekühlte Sechszylindermotor mit 110 mm Bohrung und 160 mm Hub hatte 9123 cm³ Hubraum. Die Motorleistung wurde über eine Kardanwelle an die Hinterachse geleitet. Die Höchstgeschwindigkeit war je nach Übersetzung mit 70 km/h bis 92 km/h angegeben.
Bei einem Radstand von wahlweise 380,1 cm bzw. 399,4 cm und einer Spurweite von 144 cm war das Fahrzeug  493 cm bzw. 512 cm lang und 170 cm breit. 

### Type JV
Der Kühler war hinter dem Motor angeordnet. Zunächst verfügte dieses Modell – wie alle Renault-Modelle seit rund 20 Jahren – über eine schmale Motorhaube, bei der der Kühler seitlich überstand. Es gab dieses Modell aber auch bereits in der neuen Version, bei der Motorhaube und Kühler gleich breit und gleich hoch waren. 
Der Wendekreis war mit 15 bis 16 Metern angegeben. Das Fahrgestell wog 1680 kg. Überliefert ist nur Limousine.

### Type JV 1
Motorhaube und Kühler waren gleich breit und gleich hoch. Der Wendekreis war nun mit 16 bis 17 Metern angegeben. Das Fahrgestell wog 1850 kg, das Komplettfahrzeug 2650 kg. Zur Wahl standen Tourenwagen, Limousine und Landaulet. Das Fahrgestell kostete 52.000 Franc.